# Emil Mund
Emil Mund (* 24. März 1884 in Berlin; † 15. Mai 1954 in Karl-Marx-Stadt) war ein deutscher Bildhauer und Lehrer.

## Leben
Emil Mund wurde am 24. März 1884 in Berlin geboren. 1900 trat er in ein Leipziger Bildhaueratelier ein. Nach einem Studienaufenthalt 1920 bis 1922 in der Schweiz arbeitete er ab 1924/25 als freischaffender Bildhauer in Chemnitz, wo er zur Künstlergruppe Chemnitz gehörte und u. a. zusammen mit Marianne Brandt, Heinrich Brenner, Carl Lange, Martha Schrag und Bruno Ziegler ausstellte und 1933 mit dem Maler Alfred Kunze (1866–1943) Kunstwart wurde. Das Adressbuch 1943/1944 verzeichnete sein Atelier in der Zwickauer Straße 22, ein Gebäude, das 1945 durch Bomben zerstört wurde.
Mund war u. a. Lehrer von Elly-Viola Nahmmacher (1938–1941) und 1946–1949 Lehrer für Modellieren an den Technischen Lehranstalten Chemnitz. Als Bildhauer arbeitete er in Stein und Holz, schuf Plastiken für repräsentative Bauten in Leipzig und anderen deutschen Städten und fertigte zahlreiche Kleinbronzen und Porträtbüsten.

## Werke

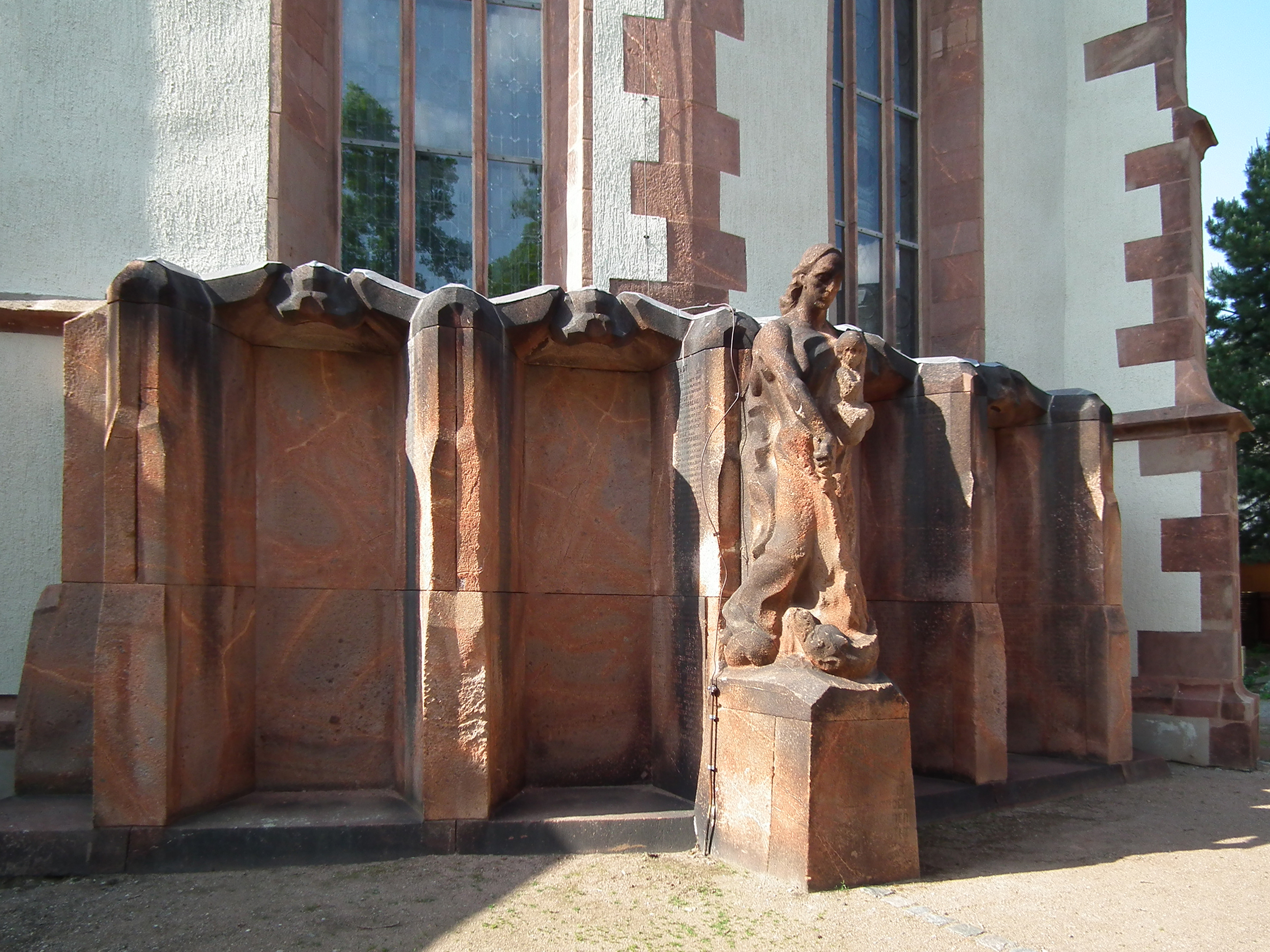
Gefallenendenkmal 1. Weltkrieg (Stadtkirche Burgstädt, 1929)

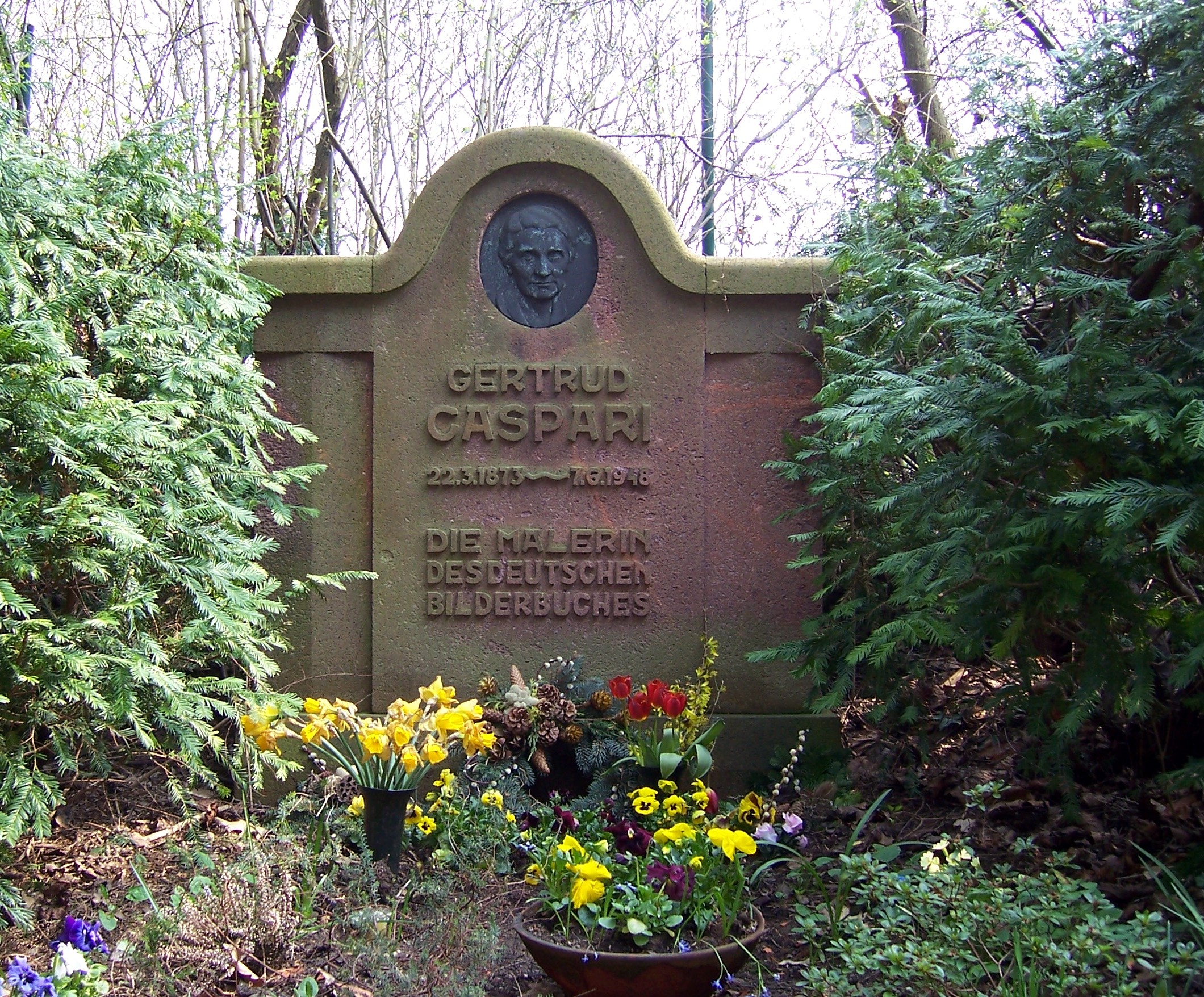
Grabmal von Gertrud Caspari (Dresden-Klotzsche, 1948)

- Kriegerdenkmal für die Gefallenen des 1. Weltkrieges an der Stadtkirche Burgstädt, Rochlitzer Porphyr (1929)
- Büste des Chemnitzer Malers Alfred Kunze[3]
- Büste des Chemnitzer Malers Otto Th. W. Stein
- Junge auf dem Eselstier, Chemnitz, Treppenaufgang, Park der Opfer des Faschismus, Zschopauer Straße (um 1940)[4]
- Grabmal der Kinderbuchillustratorin Gertrud Caspari auf dem Neuen Friedhof in Dresden-Klotzsche (1948)

## Printquellen
- Fünfundsiebzig Jahre Kunsthütte zu Chemnitz : 1860–1935; Jubiläums-Festschrift und Katalog der Ausstellung Aus Privatbesitz. - Chemnitz : Adam, [1935]. - 140 S., [20] Bl. : zahlr. Ill.[5]
- Bildhauer Mund und Chemnitz : ein Glückwunsch zu seinem 50. Geburtstag. - In: Chemnitzer Tageszeitung. - Chemnitz 1934, 25. März, S. 7
- Ein Chemnitzer Bildhauer : Emil Mund fünfzig Jahre alt. - In: Chemnitzer Tageblatt und Anzeiger. - Chemnitz 87 (1934), 24. März., S. 7
- Martin Elsner: Bildhauer Emil Mund : zu seinem 50. Geburtstage / Martin Elsner. - In: Allgemeine Zeitung Chemnitz. - Chemnitz 37 (1934), 25. März, S. 13